# روب رايلي
روب رايلي (بالإنجليزية: Rob Riley)‏ هو لاعب هوكي الجليد أمريكي، ولد في 15 يناير 1955 في West Point, New York ‏ في الولايات المتحدة.

## وصلات خارجية
- روب رايلي على موقع EliteProspects.com (الإنجليزية)
- روب رايلي على موقع HockeyDB.com (الإنجليزية)